# Rangers Football Club 2011-2012
Questa voce raccoglie le informazioni riguardanti il Rangers Football Club nelle competizioni ufficiali della stagione 2011-2012.

## Stagione
- In Scottish Premier League i Rangers si classificano al secondo posto (83 punti), prima di avere 10 punti di penalità per problemi finanziari, con conseguente scioglimento del club.[1]
- In Scottish Cup sono eliminati agli ottavi di finale dal Dundee United (0-2).
- In Scottish League Cup sono eliminati agli ottavi di finale dal Falkirk (2-3).
- In Champions League sono eliminati al terzo turno di qualificazione, percorso Campioni, dal Malmö (1-2 complessivo), accedendo in Europa League.
- In Europa League sono eliminati ai play off qualificazione dal Maribor (2-3 complessivo).

## Maglie e sponsor
| Casa | Trasferta | Terza divisa |

## Rosa
| N. |                                 | Ruolo | Calciatore            |
| -- | ------------------------------- | ----- | --------------------- |
| 1  | Scozia (bandiera)               | P     | Allan McGregor        |
| 2  | Romania (bandiera)              | D     | Dorin Goian           |
| 3  | Scozia (bandiera)               | D     | David Weir (capitano) |
| 4  | Scozia (bandiera)               | D     | Kirk Broadfoot        |
| 5  | Bosnia ed Erzegovina (bandiera) | D     | Saša Papac            |
| 6  | Scozia (bandiera)               | C     | Lee McCulloch         |
| 7  | Stati Uniti (bandiera)          | C     | Maurice Edu           |
| 8  | Scozia (bandiera)               | C     | Steven Davis          |
| 9  | Croazia (bandiera)              | A     | Nikica Jelavić        |
| 10 | Scozia (bandiera)               | C     | John Fleck            |
| 11 | Irlanda del Nord (bandiera)     | A     | Kyle Lafferty         |
| 12 | Scozia (bandiera)               | D     | Lee Wallace           |
| 14 | Scozia (bandiera)               | A     | Steven Naismith       |
| 15 | Irlanda del Nord (bandiera)     | A     | David Healy           |
| 16 | Scozia (bandiera)               | D     | Steven Whittaker      |
| 17 | Spagna (bandiera)               | D     | Juanma Ortiz          |
| 18 | Stati Uniti (bandiera)          | D     | Carlos Bocanegra      |

| N. |                             | Ruolo | Calciatore            |
| -- | --------------------------- | ----- | --------------------- |
| 19 | Nigeria (bandiera)          | A     | Sone Aluko            |
| 20 | Australia (bandiera)        | C     | Matt McKay            |
| 21 | Stati Uniti (bandiera)      | C     | Alejandro Bedoa       |
| 22 | Inghilterra (bandiera)      | D     | Kyle Bartley          |
| 23 | Scozia (bandiera)           | D     | Jordan McMillan       |
| 24 | Algeria (bandiera)          | D     | Madjid Bougherra      |
| 25 | Scozia (bandiera)           | P     | Neil Alexander        |
| 26 | Scozia (bandiera)           | C     | Jamie Ness            |
| 27 | Scozia (bandiera)           | C     | Gregg Wylde           |
| 32 | Scozia (bandiera)           | D     | Ross Perry            |
| 33 | Norvegia (bandiera)         | C     | Thomas Kind Bendiksen |
| 34 | Irlanda del Nord (bandiera) | A     | Andrew Little         |
| 35 | Scozia (bandiera)           | C     | Kyle Hutton           |
| 38 | Inghilterra (bandiera)      | A     | Kane Hemmings         |
| 40 | Irlanda del Nord (bandiera) | C     | Andrew Mitchell       |
| 41 | Scozia (bandiera)           | C     | Rhys McCabe           |
| 69 | Scozia (bandiera)           | A     | Barrie McKay          |